# Rajko Pavlovec
Rajko Pavlovec, slovenski geolog, paleontolog, stratigraf * 15. januar 1932, Ljubljana, † 24. avgust 2013, Ljubljana.

## Življenjepis
Na ljubljanski klasični gimnaziji je maturiral leta 1950 in nato leta 1954 diplomiral na področju geološke paleontologije v okviru nekdanje Prirodoslovno-matematično-filozofske fakultete v Ljubljani. Sprva je bil zaposlen na Inštitutu za paleontologijo ZRC SAZU, med letoma 1955 in 1962 kot asistent. V letih 1957 in 1961 je prejel enomesečno štipendijo dunajske univerze za raziskovalno delo na Dunaju. Leta 1962 je doktoriral z na temo Stratigrafski razvoj starejšega paleogena v jugozahodni Sloveniji s posebnim ozirom na numulite in asiline. V letih 1963, 1964 in 1965 je bil štipendist nemške ustanove Alexander von Humboldt Stiftung v Münchnu. Med letoma 1962 in 1966 je deloval kot znanstveni sodelavec in od 1966 do 1971 kot višji znanstveni sodelavec SAZU. Od leta 1969 je predaval na Oddelku za montanistiko Fakultete za naravoslovje in tehnologijo (FNT), tega leta je bil štiri mesece član raziskovalnega projekta v Alžiriji v okviru ekipe Geološkega zavoda Ljubljana. Med letoma 1971 in 1975 je bil urednik poljudnoznanstvenih knjižnih izdaj pri ljubljanski založbi Mladinska knjiga. Leta 1975 je bil na nekdanji VTO montanistika (FNT) izvoljen v naziv izredni profesor, leta 1981 pa redni profesor. O različnih vsebinah s področja geologije je predaval študentom visokošolskih programov geodezije in biologije v okviru FNT, danes Naravoslovnotehniške fakultete v Ljubljani ter številnim študijskim programom na Fakulteti za gradbeništvo in geodezijo, na Biotehniški fakulteti, na Pedagoških fakultetah v Ljubljani in Mariboru ter podiplomskim študentom na Univerzi v Zagrebu. Med letoma 1987 in 1990 je bil prodekan, od 1993 do 1995 pa dekan Fakultete za naravoslovje in tehnologijo v Ljubljani. Med njegove najpomembnejše raziskovalne dosežke sodi obravnava paleogenske fosilne skupine numulitin.
Rajko Pavlovec je bil član številnih strokovnih društev, mdr. je bil med letoma 1965 in 1969 predsednik Slovenskega geološkega društva ter med letoma 1977 in 1980 predsednik Prirodoslovnega društva Slovenije. Bil je član francoskega geološkega društva, mednarodne organizacije ProGeo, vodja naravoslovno-tehniškega odseka pri Slovenski matici in podpredsednik Slovenke matice (od leta 1993). Je ustanovni član (1967) Društva Ex Libris Sloveniae, v okviru katerega je več desetletij deloval kot izvršni tajnik in organizator številnih izobraževalnih ekskurzij ter predavanj. Bil je avtor prispevkov, član ali urednik uredniških odborov za številne slovenske poljudoznanstvene publikacije, mdr. tudi za Enciklopedijo Slovenije. Objavil je okrog 300 poljudnoznanstvenih prispevkov in okrog 150 strokovnih člankov ter predaval na številnih strokovnih kongresih. V mednarodnem raziskovalnem okviru je deloval kot koordinator Unescovega projekta IGCP št. 174 za Jugoslavijo, bil je član mednarodne podkomisije IUGS za stratigrafijo paleogena. Predaval je na simpozijih in kongresih na Madžarskem, v Trstu, Zagrebu, Parizu, v Sarajevu, na univerzi v Münchnu, idr. 

## Izbrano delo
- Startigrafski razvoj starejšega terciarja v južnozahodni Sloveniji s posebnim ozirom na numulite in asiline, 1962
- Istrske numulitine s posebnim ozirom na filogenezo in paleoekologijo, 1969
- Kras, 1976
- Iz življenja kontinentov, 1977
- Slovenska obala - od Ankarana do Sečoveljskih solin : potovanje po slovenskem Primorju (soavtorica Jasna Kralj Pavlovec) 1998

## Nagrade in priznanja
Pavlovec je leta 1955 prejel univerzitetno Prešernovo nagrado, leta 1964 Nagrado Sklada Borisa Kidriča, leta 1970 priznanje Republiške konference Zveze mladine Slovenije za mentorsko delo z mladino, leta 1977 Levstikovo nagrado založbe Mladinska knjiga za monografsko publikacijo Kras, leta 1980 priznanje Društva ljubiteljev knjig v Lublinu na Poljskem, 1982 plaketo Društva Exlibris Sloveniae ter leta 1984 z redom republike z bronastim vencem.